# Coranus griseus
Coranus griseus ist eine Wanzenart aus der Familie der Raubwanzen (Reduviidae). Coranus griseus wurde in Südeuropa und in Kleinasien lange Zeit mit Coranus aegyptius verwechselt, einer ähnlichen Art, die auf den Kanarischen Inseln, in Nordafrika, im Nahen Osten und Zentralasien vorkommt.

## Merkmale
Die Wanzen werden 9 bis 10 Millimeter lang. Sie sind graubraun bis schwarzgrau gefärbt. Der von den Hemielytren verdeckte Hinterleib ist rot. Das Schildchen (Scutellum) weist einen gelblichen Kiel mit einem stumpfen Enddorn auf. Das Connexivum (auf der Seite sichtbarer Teil des Abdomens) ist hell-dunkel gescheckt. Die Femora sind hell-dunkel gebändert.

## Vorkommen und Lebensraum
Die Art ist in Süd- und Mitteleuropa sowie in Kleinasien verbreitet. Man findet die Wanzen an Acker-Senf (Sinapis arvensis), Eichen (Quercus), Virginischem Tabak (Nicotiana tabacum), Narzissen (Narcissus), Alhagi, Baumwolle (Gossypium), der Reisart Oryza sativa sowie an Rübe (Beta vulgaris).

## Lebensweise
Coranus griseus ist eine räuberische Wanzenart, die anderen Insekten auflauert.

## Etymologie
Der Namenszusatz griseus leitet sich aus dem Lateinischen ab und bedeutet „grau“.

## Belege